# Durandarte

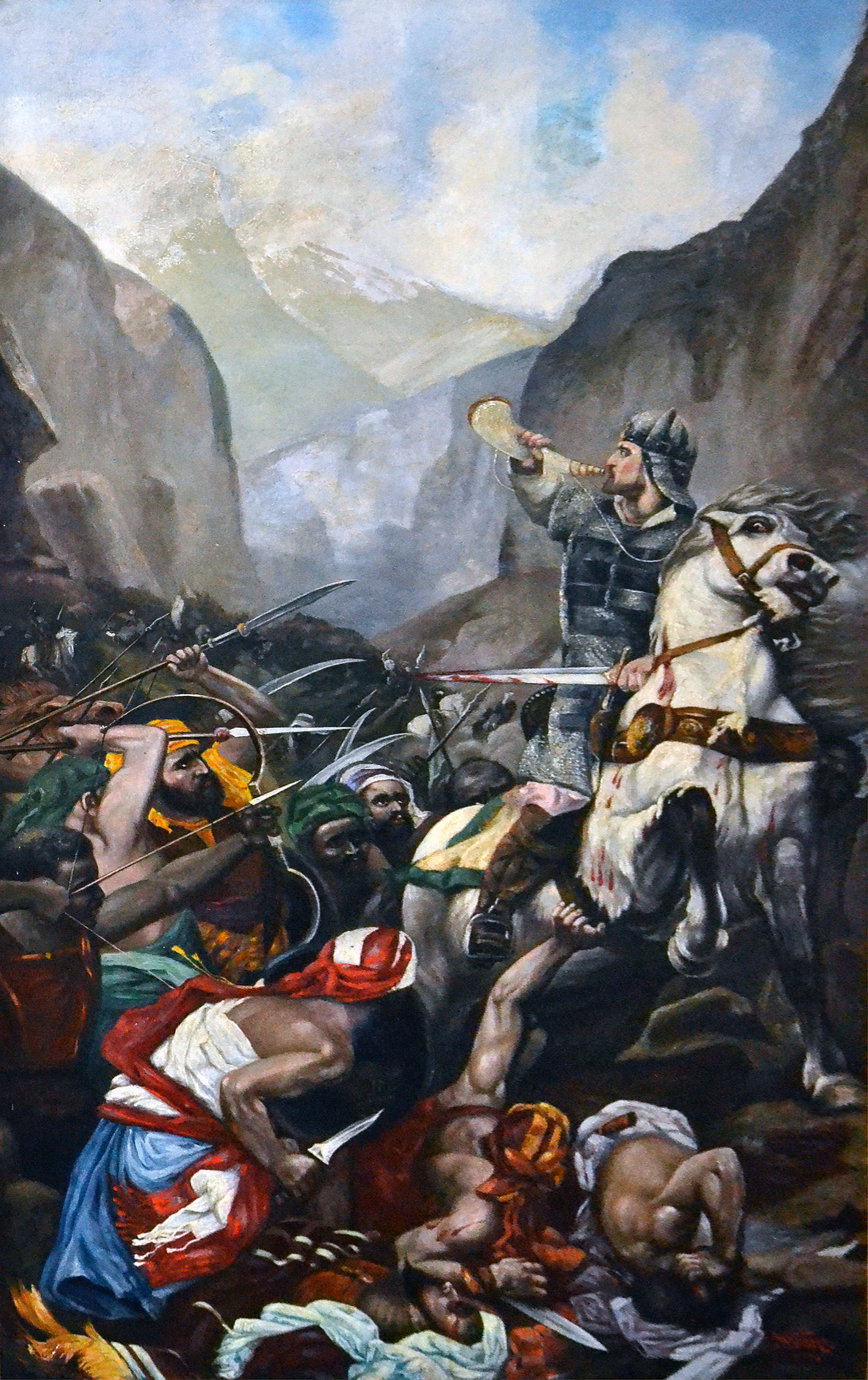
Roland holds Durendal while blowing his olifant to summon help at the Battle of Roncevaux, as described in the Chanson de Roland; painting by Wolf von Bibra (1862–1922).

Durandarte o Durandal fue la espada de Roldán, paladín y sobrino de Carlomagno (en esos momentos el rey Carlos).
Roldán recibió la espada Durandarte de manos de Carlomagno, cuando fue nombrado caballero a los 17 años. La espada guardaba varias reliquias que son mencionadas por Roldán tras partir la roca en la que trató de romper a Durandarte para que no cayera en manos de los infieles vascones, y que son: un diente de San Pedro, sangre de San Basilio, cabellos de San Dionisio y un recorte del manto de Santa María.
También existe un personaje, Durandarte, en el Romancero Viejo, famoso por su relación con Belerma, que personifica a la espada de Roldán.
“Este Durandarte es parte de la musa castellana, desconocido en la literatura carolingia francesa, y cuyo origen es muy singular: el nombre Durandarte se aplicaba antiguamente a la espada de Roldán (pues las espadas de los caballeros llevaban nombres propios, como las dos del Cid: Colada y Tizona), pero un poeta vulgar castellano, poco enterado de esto, tomó el nombre como de persona y fantaseó sobre él la historia de un héroe, suponiéndole muerto también en Roncesvalles, como Roldán; supo adornar su invención con el sangriento legado que Durandarte hace al morir, lo cual dio al asunto una extraordinaria fama y popularidad” (Arellano, 77).
Durandarte acompañó a Roldán hasta su muerte en la batalla de Roncesvalles el 15 de agosto de 788. En los dos cantares que lo mencionan (el Cantar de Roldán y el Cantar de Roncesvalles) se afirma que Carlomagno lo encuentra con la espada a su lado.

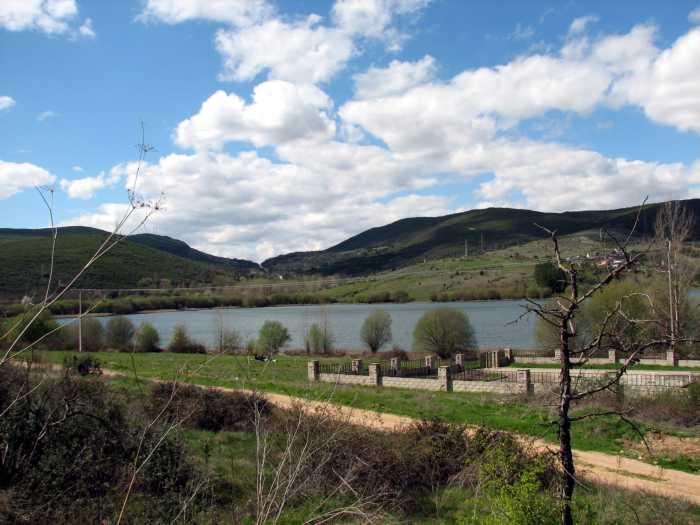
Lago de Carucedo, en el fondo del cual, dice la leyenda, se encuentra la espada de Roldán.

En otras versiones Roldán arrojó la espada al agua antes de morir para evitar que cayera en manos enemigas.
En El Bierzo existe la leyenda de que la espada de Roldán se encuentra en el Lago de Carucedo, cerca de las minas romanas de Las Médulas.
Hay otra versión que dice que el caballero leonés Bernardo del Carpio, tras vencer a Roldán, cogió la espada Durandarte, con la cual fue enterrado posteriormente en Peña Longa (Aguilar de Campoo). Más tarde, Carlos I desembarcó en Laredo y, al pasar por Aguilar, se detuvo en la tumba de Bernardo del Carpio y tomó la espada, que le acompañaría durante gran parte de su vida.[cita requerida]
En un muro exterior del Santuario de Rocamadour también se encuentra incrustada una espada que se afirma es Durandarte, clavada por Roldán huyendo de sus enemigos, a fin de que no pudiera ser encontrada por estos.